# Laurent Monsengwo Pasinya
Laurent Monsengwo Pasinya (Mongobelé, 7 oktober 1939 – Versailles, 11 juli 2021) was een geestelijke afkomstig uit Congo-Kinshasa en een kardinaal van de Rooms-Katholieke Kerk.
Monsengwo Pasinya volgde het kleinseminarie in Bokoro en studeerde vervolgens filosofie aan het groot-seminarie in Kaboué. In 1960 ging hij naar Rome, waar hij studeerde aan de Pauselijke Urbaniana Universiteit en het Pauselijk Bijbelinstituut. Hij behaalde een doctoraat aan het Pauselijk Bijbelinstituut in Jeruzalem, als eerste Afrikaan. Hij werd op 21 december 1963 priester gewijd.
Op 13 februari 1980 werd Monsengwo Pasinya benoemd tot hulpbisschop van Inongo en tot titulair bisschop van Aquae Novae in Proconsulari. Zijn bisschopswijding vond plaats op 4 mei 1980. Op 7 april 1981 werd hij benoemd tot hulpbisschop van Kisangani. Hij werd ook voorzitter van CENCO, de Congolese bisschoppenconferentie. Op 1 september 1988 volgde zijn benoeming tot aartsbisschop van Kisangani. 
Monsengwo Pasinya speelde een belangrijke rol in de Congolese politiek van 1991 tot 1996, toen hij voorzitter was van de Nationale Conferentie, die de overgang naar de democratie onder Mobutu Sese Seko moest voorbereiden. Hij sprak zich herhaaldelijk uit tegen de corruptie van de machthebbers.
Monsengwo Pasinya werd op 6 december 2007 benoemd tot aartsbisschop van Kinshasa. Van 2007 tot 2010 was hij tevens internationaal president van Pax Christi.
Monsengwo Pasinya werd tijdens het consistorie van 20 november 2010 kardinaal gecreëerd. Hij kreeg de rang van kardinaal-priester. Zijn titelkerk werd de Santa Maria Regina Pacis in Ostia mare. Hij nam deel aan het conclaaf van 2013.
Van 2013 tot 2018 was Monsengwo Pasinya lid van de Raad van Kardinalen. Hij was toen een van de gezaghebbende figuren in de wereldkerk.
Monsengwo Pasinya ging op 1 november 2018 met emeritaat. Hij overleed in 2021 op 81-jarige leeftijd in Versailles, na in allerijl vanuit Congo naar Frankrijk te zijn overgevlogen.
- Bibliothèque nationale de France: cb11930135d (data)
- Gemeinsame Normdatei: 1013292464
- International Standard Name Identifier: 0000 0001 2117 1827
- Library of Congress Control Number: n95910192
- Nationale Bibliotheek van Israël: 987007334190205171
- Nederlandse Thesaurus van Auteursnamen: 111656931
- Istituto Centrale per il Catalogo Unico: SBLV122046
- LIBRIS: 194725
- Système universitaire de documentation: 035113650
- Virtual International Authority File: 19311
- WorldCat: E39PBJp9pQW9R6prqBVYJBj6Kd